# سورتلاند
سورتلاند (بالإنجليزية: Sortland)‏ هي مدينة في مقاطعة روغالاند في النرويج.
يبلغ عدد سكانها حوالي 9,509 نسمة.

## المناخ
يظهر الجدول التالي التغييرات المناخية على مدار السنة لسورتلاند:
| البيانات المناخية لـسورتلاند               | البيانات المناخية لـسورتلاند | البيانات المناخية لـسورتلاند | البيانات المناخية لـسورتلاند | البيانات المناخية لـسورتلاند | البيانات المناخية لـسورتلاند | البيانات المناخية لـسورتلاند | البيانات المناخية لـسورتلاند | البيانات المناخية لـسورتلاند | البيانات المناخية لـسورتلاند | البيانات المناخية لـسورتلاند | البيانات المناخية لـسورتلاند | البيانات المناخية لـسورتلاند | البيانات المناخية لـسورتلاند |
| الشهر                                      | يناير                        | فبراير                       | مارس                         | أبريل                        | مايو                         | يونيو                        | يوليو                        | أغسطس                        | سبتمبر                       | أكتوبر                       | نوفمبر                       | ديسمبر                       | المعدل السنوي                |
| ------------------------------------------ | ---------------------------- | ---------------------------- | ---------------------------- | ---------------------------- | ---------------------------- | ---------------------------- | ---------------------------- | ---------------------------- | ---------------------------- | ---------------------------- | ---------------------------- | ---------------------------- | ---------------------------- |
| متوسط درجة الحرارة الكبرى °م (°ف)          | 0.0 (32.0)                   | 0.1 (32.2)                   | 1.4 (34.5)                   | 4.1 (39.4)                   | 8.9 (48.0)                   | 13.1 (55.6)                  | 15.5 (59.9)                  | 14.9 (58.8)                  | 10.7 (51.3)                  | 6.5 (43.7)                   | 2.7 (36.9)                   | 0.7 (33.3)                   | 6.6 (43.9)                   |
| المتوسط اليومي °م (°ف)                     | −2.1 (28.2)                  | −1.9 (28.6)                  | −0.9 (30.4)                  | 1.9 (35.4)                   | 6.4 (43.5)                   | 10.2 (50.4)                  | 12.5 (54.5)                  | 12.2 (54.0)                  | 8.4 (47.1)                   | 4.6 (40.3)                   | 0.8 (33.4)                   | −1.3 (29.7)                  | 4.2 (39.6)                   |
| متوسط درجة الحرارة الصغرى °م (°ف)          | −4.5 (23.9)                  | −4.4 (24.1)                  | −3.5 (25.7)                  | −0.8 (30.6)                  | 3.3 (37.9)                   | 7.1 (44.8)                   | 9.5 (49.1)                   | 9.1 (48.4)                   | 5.8 (42.4)                   | 2.3 (36.1)                   | −1.4 (29.5)                  | −3.7 (25.3)                  | 1.6 (34.9)                   |
| الهطول مم (إنش)                            | 135 (5.3)                    | 123 (4.8)                    | 98 (3.9)                     | 85 (3.3)                     | 65 (2.6)                     | 67 (2.6)                     | 80 (3.1)                     | 89 (3.5)                     | 140 (5.5)                    | 205 (8.1)                    | 159 (6.3)                    | 151 (5.9)                    | 1٬397 (55.0)                 |
| متوسط أيام هطول الأمطار (≥ 1 mm)           | 17.0                         | 15.2                         | 14.4                         | 13.9                         | 11.2                         | 11.7                         | 13.2                         | 12.0                         | 16.3                         | 19.0                         | 17.2                         | 17.5                         | 178.6                        |
| المصدر: Norwegian Meteorological Institute |                              |                              |                              |                              |                              |                              |                              |                              |                              |                              |                              |                              |                              |

## معرض صور

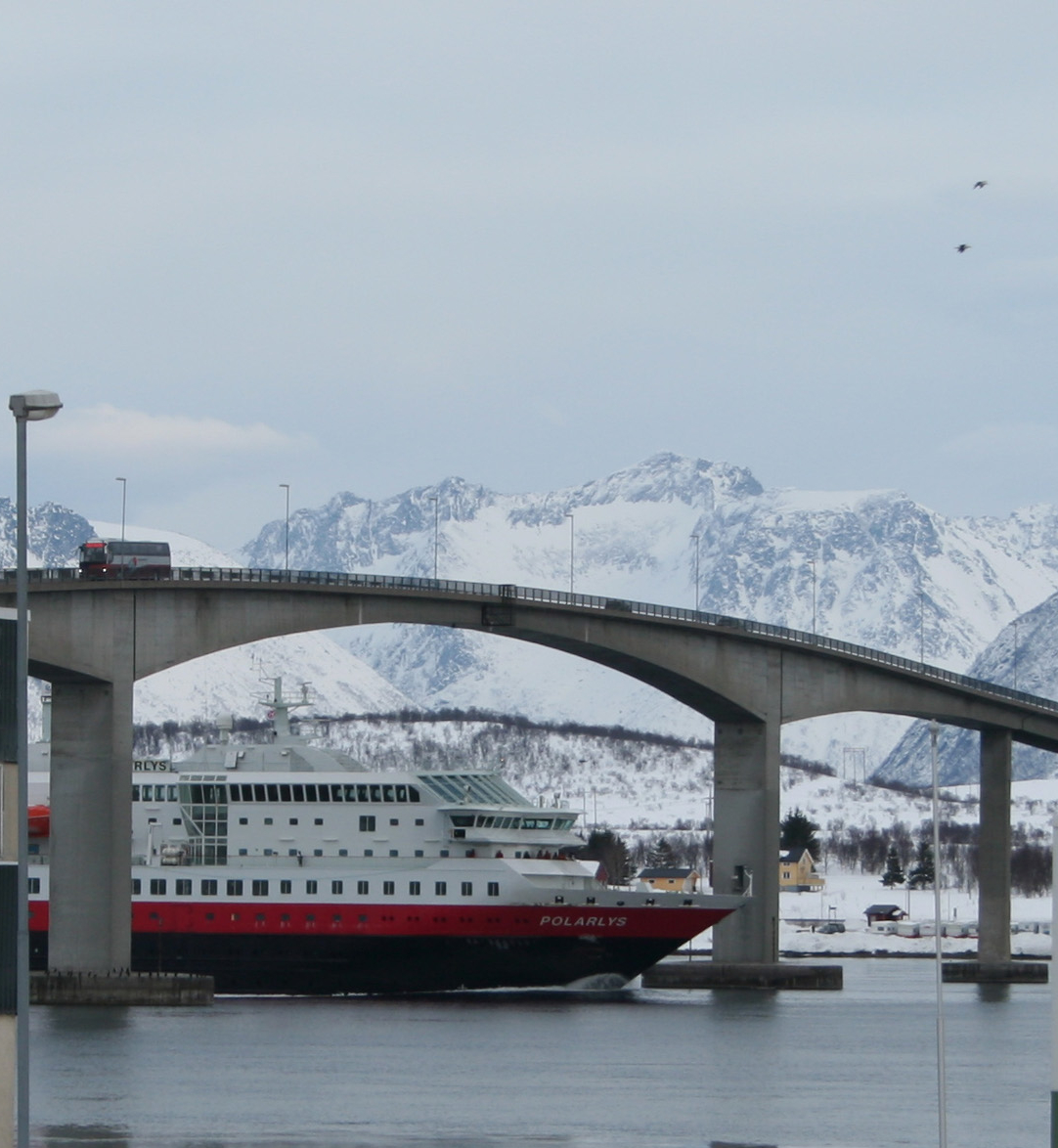
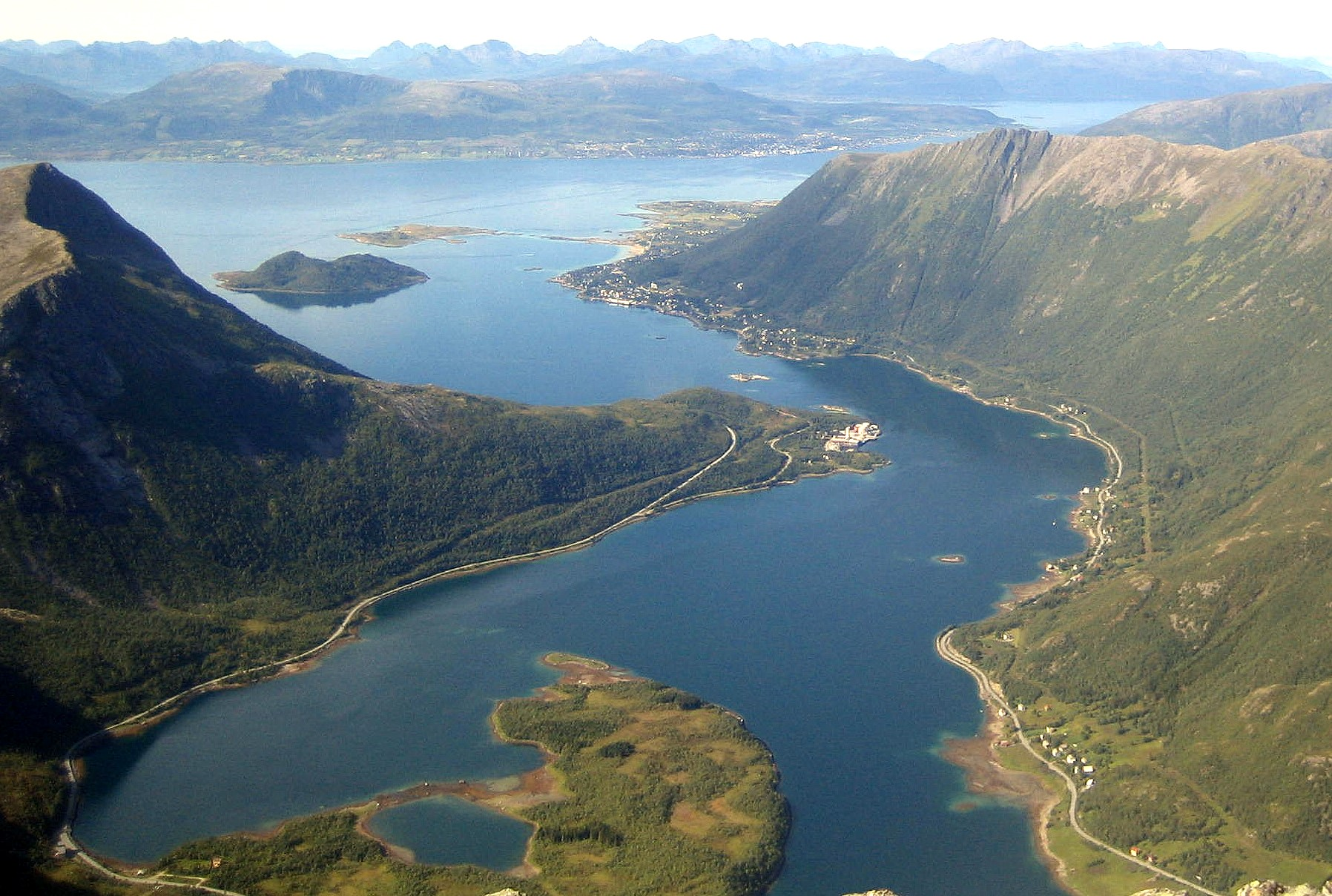
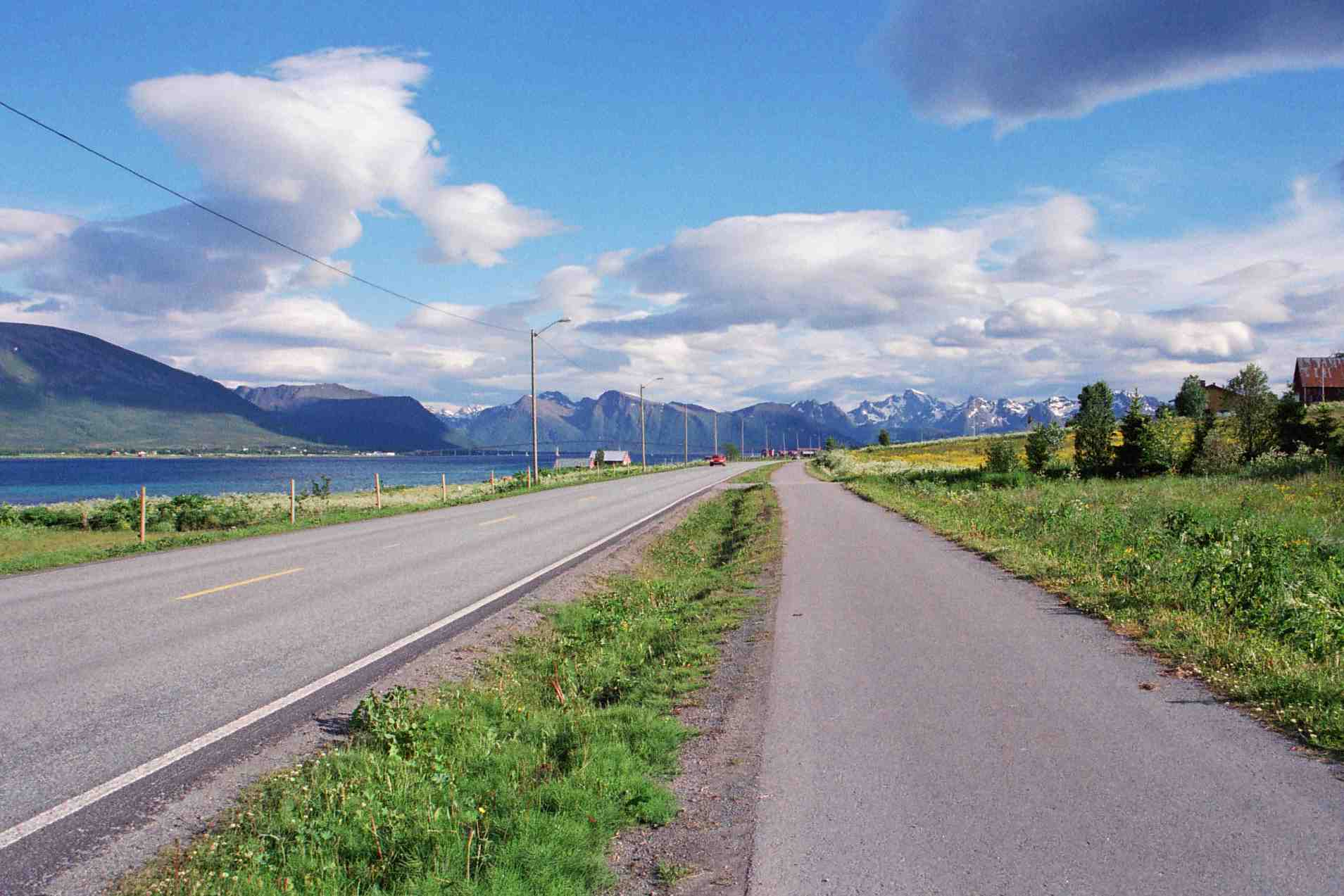
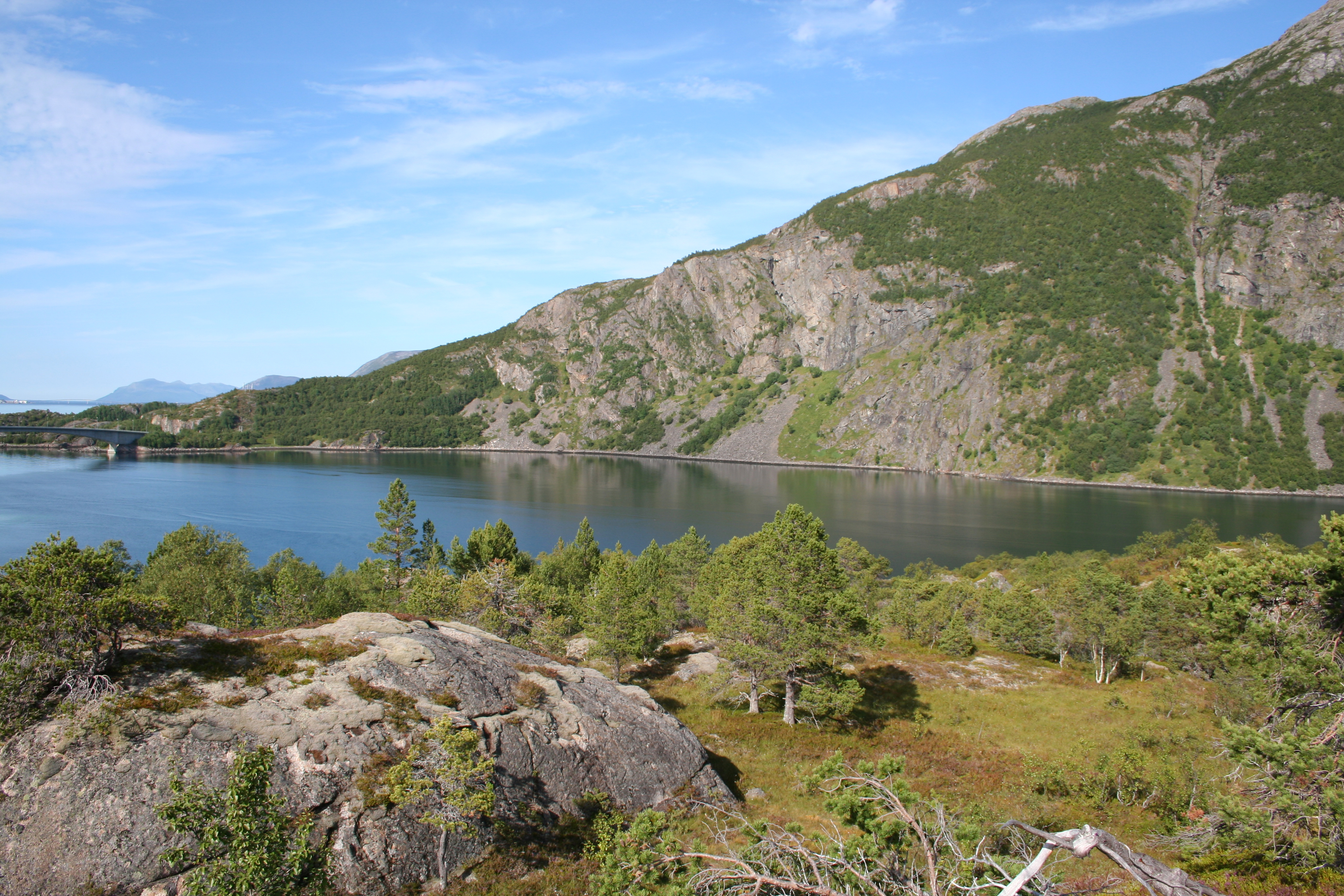

## توأمة
لسورتلاند اتفاقيات توأمة مع:
- مونتشيغورسك